# Ді-Сото (Канзас)
Ді-Сото (англ. De Soto) — місто (англ. city) в США, в округах Джонсон і Лівенворт штату Канзас. Населення — 6118 осіб (2020).

## Географія
Ді-Сото розташоване за координатами 38°58′20″ пн. ш. 94°57′4″ зх. д. / 38.97222° пн. ш. 94.95111° зх. д. (38.972316, -94.951145).  За даними Бюро перепису населення США в 2010 році місто мало площу 29,00 км², з яких 28,67 км² — суходіл та 0,33 км² — водойми.

## Демографія
Згідно з переписом 2010 року, у місті мешкало 5720 осіб у 2007 домогосподарствах у складі 1523 родин. Густота населення становила 197 осіб/км².  Було 2204 помешкання (76/км²).
Расовий склад населення:
| - 89,7 % — білих - 0,8 % — корінних американців - 0,8 % — чорних або афроамериканців - 0,4 % — азіатів - 5,9 % — осіб інших рас |

До двох чи більше рас належало 2,3 %. Частка іспаномовних становила 14,6 % від усіх жителів.
За віковим діапазоном населення розподілялося таким чином: 28,6 % — особи молодші 18 років, 61,5 % — особи у віці 18—64 років, 9,9 % — особи у віці 65 років та старші. Медіана віку мешканця становила 35,4 року. На 100 осіб жіночої статі у місті припадало 100,6 чоловіків;  на 100 жінок у віці від 18 років та старших — 100,7 чоловіків також старших 18 років.
Середній дохід на одне домашнє господарство  становив 73 866 доларів США (медіана — 51 259), а середній дохід на одну сім'ю — 88 410 доларів (медіана — 64 107). Медіана доходів становила 52 076 доларів для чоловіків та 41 471 долар для жінок. За межею бідності перебувало 18,4 % осіб, у тому числі 26,3 % дітей у віці до 18 років та 5,0 % осіб у віці 65 років та старших.
Цивільне працевлаштоване населення становило 2895 осіб. Основні галузі зайнятості: освіта, охорона здоров'я та соціальна допомога — 19,6 %, науковці, спеціалісти, менеджери — 17,5 %, виробництво — 12,1 %, будівництво — 9,7 %.